# Маринаро, Эд
Эд Маринаро (англ. Ed Marinaro, род. 31 марта 1950, Нью-Йорк, Нью-Йорк) — американский актёр, в прошлом игрок в американский футбол.

## Футбольная карьера
Футбольная карьера Маринаро началась ещё в школе в Нью-Милфорде, штат Нью-Джерси. Там он играл за Нью Милфордских школьных «Рыцарей». Поступив по окончании школы в Университет Корнела (Cornell University) Эд не бросил играть в футбол и даже сумел за время своей игры в колледже, поставить 16 рекордов NCAA (National Collegiate Athletic Association — национальная университетская спортивная ассоциация). Он стал первым в истории раннинбеком (бегущим) пробежавшим за свою карьеру 4000 ярдов.
В 1971 Маринаро стал серебряным призёром Трофея Хейсмана, проиграв главный приз Пэту Саливану. Но и эта награда стала высшим достижением для игрока Лиги Плюща (Ivy League) c тех пор как в середине 50-х, Лига ослабила своё попечительство над футболом в колледжах, входящих в её состав. В 1951 Принстонец Дик Кэзмаер стал последним, кто выиграл трофей, в то время когда Лига ещё считалась главной футбольной ассоциацией. В этом же году Эд Маринаро выиграл награду Максвэла и стал игроком года по версии UPI College Football Player of the Year Award.
Маринаро по прежнему удерживает 2 рекорда NCAA: наибольшее количество очков за пройденые ярды в сезоне (39,6 в 1971) и за карьеру (34,0, 1969-70).
Пока Маринаро учился в колледже он был членом братства Psi Upsilon (Пси Ипсилон) и был выбран для членства в Sphinx Head Society.
В профессиональном футболе Маринаро отыграл 6 сезонов, играя за такие команды как «Миннесота Вайкингс», «Нью-Йорк Джетс» и «Сиэтл Сихокс». Участвовал в Супербоул VIII и Супербоул IX, в составе «Вайкингс». За свою карьеру в профессиональном футболе он сделал 13 тачдаунов.
В 1991 достижения Маринаро увековечили в футбольном зале славы колледжа.

## Актёрская карьера
После того как Маринаро покинул футбол, он стал актёром. Он участвовал в нескольких телевизионных сериалах, включая The Edge of Night, Laverne & Shirley, Hill Street Blues и Sisters. Так же в 2006 году он снялся в фильме Circus Island. Снимался в нашумевшем сериале Blue Mountain State, выступил в роли продюсера фильма, продолжения сериала — Blue Mountain State: The Rise of Thadland.
О личной жизни мало что известно. Известно только что он женат на Трэйси Йорк и у него есть сын, Эдди.